# Dikastèrion
Le dikastèrion était un « tribunal du peuple » à Athènes dans la Grèce antique, qui effectuait une sorte de contrôle judiciaire des décrets votés par l'Assemblée (ekklèsia), procédure connue sous le nom de graphè paranomon. Il avait pour fonction de vérifier que les décrets n'entraient pas en contradiction avec les lois, lesquelles ne pouvaient être modifiées que par les nomothètes.
Tout comme l'Assemblée, le dikastèrion était composé de citoyens ordinaires, mais ils étaient tirés au sort parmi ceux qui avaient prêté le serment des héliastes et ils devaient avoir au moins trente ans. Le dikastèrion se différenciait de l'Assemblée en imposant un débat contradictoire, l'accusateur plaidant contre le décret tandis que celui qui l'avait proposé le défendait. Les citoyens n'y discutaient pas entre eux, contrairement à ce qui se passait à l'Assemblée : ils écoutaient seulement les orateurs, puis votaient à bulletin secret.
Celui qui avait proposé le décret contesté pouvait se voir condamné, en général à une amende, si on jugeait qu'il était allé « contre la loi » (para nómōn).
On appelle ces « juges des Athéniens » les dikastai. Un dikastèrion est également mis en place dans l'Égypte lagide. Il est destiné aux Grecs de la diaspora et s'occupe de droit civil.